# 코다마 키요시
고다마 기요시(児玉 清, 1934년 1월 1일 ~ 2011년 5월 16일)는 일본의 배우이자 사회자이다. 본명은 기타가와 기요시 (北川 清)이다.
1975년 4월부터 아사히 방송의 퀴즈 쇼 《퀴즈 패널 어택 25》를 36년간 진행했으나, 2011년 3월 건강 악화로 하차했다.
2011년 5월 16일, 도쿄 도 주오 구의 병원에서 위암으로 사망했다.

## 출연

### 영화
- 《숨겨진 요새의 세 악인》 (1958년)
- 《나쁜 놈일수록 잘 잔다》 (1960년)
- 《샐러리맨 주신구라》 (1960년)
- 《일본의 가장 긴 하루》 (1967년)
- 《스팀 보이》 (2004년)
- 《히어로》 (2007년)

### 드라마
- 《HERO》 (2001년)
- 《사랑의 힘》 (2002년)
- 《천체관측》 (2002년)
- 《미녀 혹은 야수》 (2004년)
- 《라스트 크리스마스》 (2004년)
- 《위험한 아네키》 (2005년)
- 《톱 캐스터》 (2006년)
- 《HERO 특별편》 (2007년)
- 《드림 어게인》 (2007년)
- 《사슴남자》 (2007년)
- 《코드 블루》 (2008년, 2009년, 2010년)
- 《뉴스 속보는 흘렀다》 (2009년)
- 《료마전》 (2010년) 사카모토 나오타리 역

### 쇼 프로그램
- 《패널 퀴즈 어택 25》 (1975년 ~ 2011년) 사회